# Oriol Ivern i Ibàñez
Oriol Ivern i Ibàñez (Barcelona, 1946 - ?, 13 de juny de 2012) fou un  productor audiovisual català.
L'any 1988 amb la voluntat de realitzar sèries d'animació de qualitat pel públic infantil fundà, juntament amb la seva esposa Eulàlia Cirera i un petit grup de persones, la productora catalana Cromosoma, SA.
Des de la creació de la seva primera sèrie de dibuixos animats, Les Tres Bessones, a partir de l'obra de Roser Capdevila, la productora no va deixar de créixer. Productes anteriors de la factoria foren: concursos (La caixa sàvia, TV3), documentals, un debat (Dotze sense pietat, TV3) i una sèrie infantil de ficció (Los cuentos de Nana Bunilda, TVE).
En els seus darrers anys de vida incorporà a la cartera de productes l'edició en línia i la producció de videojocs infantils.
L'any 2003, Cromosoma, SA fou guardonada amb el Premi Nacional de Televisió.
La Generalitat de Catalunya li va concedir la Medalla i Placa President Macià el 3 d'octubre de 2006. Aquest guardó es va crear l'any 1938 per a reconèixer els mèrits laborals de treballadors i empreses i la seva contribució a l'economia catalana.
Morí el dimecres 13 de juny de 2012, als seixanta-sis anys.